# Nathan Cross
Nathan Cross (2 de diciembre de 1980) es un deportista canadiense que compitió en bobsleigh en la modalidad doble. Ganó una medalla de plata en el Campeonato Mundial de Bobsleigh de 2008, en la prueba por equipo.

## Palmarés internacional
| Campeonato Mundial | Campeonato Mundial   | Campeonato Mundial | Campeonato Mundial |
| Año                | Lugar                | Medalla            | Prueba             |
| ------------------ | -------------------- | ------------------ | ------------------ |
| 2008               | Altenberg (Alemania) | Medalla de plata   | Equipo             |